# Georgios Remoundos
Georgios Remoundos (em hebraico:  Γεώργιος Ρεμούνδος; Atenas, 1878 – 27 de abril de 1928) foi um matemático grego, membro fundador da Academia de Atenas em 1926.
Remoundos foi três vezes palestrante convidado do Congresso Internacional de Matemáticos: 1908 em Roma, 1912 em Cambridge e 1920 em Estrasburgo.

## Publicações selecionadas
- «Extension aux fonctions algébroïdes multiformes du théorème de M. Picard et de ses généralisations». Mémorial des sciences mathématiques. 1927
- «Sur les familles de fonctions multiformes admettant des valeurs exceptionnelles dans un domaine». Acta Mathematica. 37: 241–300. 1914. doi:10.1007/bf02401835
- «Sur quelques configurations formées par un ensemble de points du plan». Rendiconti del Circolo Matematico di Palermo (1884–1940). 25: 50–52. 1908. doi:10.1007/bf03029115
- «Sur les points critiques transcendants». Annales de la Faculté des Sciences de Toulouse. 9: 177–182. 1907. doi:10.5802/afst.243
- «Le théorème de M. Picard et les fonctions algébroïdes». Rendiconti del Circolo Matematico di Palermo (1884–1940). 35: 217–224. 1913. doi:10.1007/bf03015601
- «Sur les intégrales réelles des équations différentielles et les forces centrales». Rendiconti del Circolo Matematico di Palermo (1884-1940). 24: 254–257. 1907. doi:10.1007/bf03015064
- «Sur les fonctions entières et algébroïdes; généralisation du théorème de M. Picard dans la direction de M. Landau». Annales scientifiques de l'École Normale. 30: 377–393. 1913
- «Sur quelques transformations des équations différentielles du premier ordre». Journal für die reine und angewandte Mathematik. 134: 308–312. 1908. doi:10.1515/crll.1908.134.308
- «Sur les fonctions ayant un nombre fini de branches». Journal de Mathématiques Pures et Appliquées: 87–108. 1906
- «Sur la croissance des fonctions multiformes». Journal de Mathématiques Pures et Appliquées: 267–298. 1907